# Cyllognatha surajbe
Cyllognatha surajbe is een spinnensoort in de taxonomische indeling van de kogelspinnen (Theridiidae).
Het dier behoort tot het geslacht Cyllognatha. De wetenschappelijke naam van de soort werd voor het eerst geldig gepubliceerd in 1972 door Patel & Patel.